# Retablos de la Capilla de San José (El Greco)
Los Retablos de la Capilla de San José son obra del Greco, quien realizó tanto la estructura arquitectónica en madera dorada de tres retablos, como también los cuatro lienzos para estos retablos.

## Historia
El 9 de noviembre de 1597, el Greco firmó un contrato con Martín Ramírez de Zayas (1561-1625) —catedrático de teología de la Real Universidad de Toledo y patrón de la capilla de San José— para realizar un retablo central y dos laterales para dicha capilla. Esta capilla —consagrada el año 1594— fue levantada gracias a los fondos de otro Martín Ramírez (1499-1568) antepasado del cliente del Greco. Aunque el edificio fue originariamente un convento de carmelitas descalzas, finalmente devino una capilla, considerada el primer templo dedicado a san José en toda la Cristiandad.
El trabajo se realizó por el método de tasación, y tenía que ser entregado el 15 de agosto de 1598. El Greco se comprometía a realizar la labor de arquitectura y pintura de los retablos. Para el retablo mayor se especificaban dos temas: la Coronación de la Virgen y San José. En un principio no se especificaba la temática de los lienzos de los dos retablos laterales, que finalmente fueron ocupados por San Martín y el mendigo y por La Virgen, el Niño y las santas Inés y Martina .El Greco se retrasó en la finalización del encargo, por lo que hubo diferencias en cuanto a la valoración de su trabajo. Según la escritura de concordia, firmada el 13 de diciembre de 1599, la obra fue valorada en 31 328 reales, aunque en esta cantidad se incluía una custodia —también obra del Greco— que no constaba en el anterior contrato.

## Retablo central
El retablo central es la estructura más revolucionaria del Greco, dado su carácter de "retablo dentro de un retablo". La estructura externa presenta dos grandes pilastras dóricas rematadas por sendos entablamentos y semi-frontones curvos, que enmarcan la estructura central y se adaptan a la forma absidial del fondo de la capilla. Entre la estructura externa y el retablo central están situadas las estatuas de dos reyes de Israel: David y Salomón.
El retablo central propiamente dicho consta de dos partes. El cuerpo inferior está flanqueado por dos columnas corintias acanaladas, que sostienen un entablamento recto. Estos elementos enmarcan el lienzo principal, rematado por un arco de medio punto. Este cuerpo está coronado por un ático apaisado, delimitado por dos esculturas-relicario de los santos Luciano de Nicomedia y del papa Ponciano. La estructura termina en un frontón triangular. A estas estructuras se añadieron posteriormente algunos elementos decorativos barrocos.
Un documento fechado en 1613 pide al dorador Alonso Sánchez que se ocupe de "toda la obra nueva que se hecho y añadido al retablo de dicha capilla...", que puede referirse a las dos grandes pilastras dóricas de ambos lados, los semi-frontones curvos partidos y las estatuas de los reyes David y Salomón. En este caso, el trabajo del Greco quedaría limitado al cuerpo central, con sus tres partes: lienzo, ático y frontón, enmarcados por las columnas estriadas y sus capiteles.

## Retablos laterales
Los dos retablos laterales estaban originalmente junto al retablo central, pero fueron trasladados al centro de la capilla —donde están actualmente— con el fin de poder colocar en su lugar las hornacinas sepulcrales actuales. Son estructuras idénticas, muy sencillas, y parecidos a los retablos laterales del conjunto de los Retablos de Santo Domingo el Antiguo. El lienzo está flanqueado a ambos lados por columnas corintias, que sostienen un entablamento recto y un frontón triangular, decorado con ménsulas y rematado con tres bolas. Más tarde se añadieron un complemento posterior y las veneras que coronan los frontones, y que no son obra del Greco.

## Programa iconográfico
El programa iconográfico está basado tanto en la dedicación de la capilla a san José, como en su función de lugar de enterramiento del fundador y de algunos familiares.
- En el retablo principal, tanto la imponente figura de san José en el lienzo central como la simbología de la Coronación de la Virgen, aluden a la abnegación del santo, como a la unión íntima de la Sagrada Familia, tanto en el orden terrenal como en el celestial.
- La dedicación de uno de los altares laterales a Martín de Tours estaría justificada por ser el santo patrón, del fundador del santuario y del comitente de los retablos.
- La presencia de santa Inés de Roma en el otro retablo lateral estaría justificada por ser la santa patrona de Inés Ramírez, madre de Martín Ramírez.[8]
- Las estatuas de David y de Salomón aluden a la ascendencia de José de Nazaret.
- Las estatuas-relicario de los papas-mártires Luciano de Nicomedia y Ponciano se explican porqué son los santos del día de los fundadores del edificio.[9]

## Lienzos que componían los tres retablos
En los siguientes enlaces se encuentra cumplida información sobre las pinturas que componían los tres retablos:
1. San José y el Niño Jesús (Capilla de San José). Es el lienzo principal del conjunto. Ocupa toda la calle del retablo mayor. Continua in situ.
2. La coronación de la Virgen (Capilla de San José). Situado en el ático del retablo mayor. Continua in situ.
3. San Martín y el mendigo (Capilla de San José). Retablo lateral, lado del evangelio. Substituido por una copia. El original está en la Galería Nacional de Arte de Washington.
4. La Virgen, el Niño y las santas Inés y Martina (Capilla de San José). Retablo lateral, lado de la epístola. Substituido por una copia. El original está en la Galería Nacional de Arte de Washington.